# تشاك ويبنير
تشاك ويبنير (بالإنجليزية: Chuck Wepner)‏ مواليد 26 فبراير 1939 في بايون، نيو جيرسي، الولايات المتحدة، هو ملاكم أمريكي يصنف ضمن فئة الوزن الثقيل.

## إحصائيات
خاض خلال مسيرته 51 نزالا، فاز في 35 وتعادل في 2 وخسر في 14. فاز بالضربة القاضية في 17 نزالا.

## روابط خارجية
- تشاك ويبنير على موقع IMDb (الإنجليزية)
- تشاك ويبنير على موقع إن إن دي بي (الإنجليزية)
- تشاك ويبنير على موقع قاعدة بيانات الفيلم (الإنجليزية)
- تشاك ويبنير على موقع بوكس ريك (الإنجليزية) (registration required)
- تشاك ويبنير على موقع قاعدة بيانات المصارعة على الإنترنت (الإنجليزية)